# El clásico
El clásico (em sorâni: ئێل کلاسیکۆ‎) é um filme de drama iraquiano-norueguês de 2015 dirigido por Halkawt Mustafa. Foi selecionado como representante de seu país ao Oscar de melhor filme estrangeiro em 2017.

## Elenco
- Wrya Ahmed - Alan
- Dana Ahmes - Shirwan
- Kamaran Raoof - Jalal
- Rozhin Sharifi - Gona